# 鸵鸟骑士2：适者生存
《鸵鸟骑士2：适者生存》（英語：Joust 2: Survival of the Fittest）是由威廉斯电子开发并发行于1986年的街机游戏，游戏是威廉斯1982年游戏《鸵鸟骑士》的续作。和其前作类似，《鸵鸟骑士2》是一款使用二维画面的平台游戏。玩家使用按键和摇杆控制骑在飞行鸵鸟上的骑士。游戏目标是打败骑着秃鹰的骑士并穿过关卡。《鸵鸟骑士2》较前作的声音和视效进行了改进，并增加了新的游戏元素。
游戏使用了较首作《鸵鸟骑士》更高级的硬件，并加入了新元素。约翰·纽康姆再次指挥开发，并开始创作一个转换套件，允许街机主将机体转化到另一个游戏。威廉斯斯选择了一个垂直方向的屏幕套件，致使成为了那时人气的设置。作为在街机黄金时代日渐式微时发行的游戏，《鸵鸟骑士2》没有达到像《鸵鸟骑士》那样的成功。随后作为街机合辑游戏之一，游戏在家用游戏机平台发行。

## 游戏性
《鸵鸟骑士2》和其前作《鸵鸟骑士》相似都是平台游戏，玩家需要在第三人称视角下控制骑着飞行鸵鸟的黄色骑士。玩家需要通过双向摇杆和一个按键，控制滚动平面中的主角通过游戏世界。操纵杆控制骑士的水平行进方向，同时按下按钮可使鸵鸟扇动翅膀。玩家反复按压按钮的速率决定鸵鸟是向上飞、悬停还是缓慢下降。玩家的目标是击败敌人——每个关卡中骑秃鹰的骑士，敌人以波的形式出现。当完成了一波后，更充满挑战的一波又将到来。
玩家控制骑士和敌人接碰撞，敌人与玩家骑士的高度关系决定碰撞结果。若玩家的高度高于敌人，则可击败敌人，反之亦然。两个高度相当的骑士碰撞则是彼此反弹。《鸵鸟骑士2》还引入了变身能力，玩家可将鸟变成飞马，飞马在地面上由更强的攻击能力，但飞行能力较差。游戏可让第二个玩家加入游戏。两个玩家可以合作应对敌人波，也可以在迪拜敌人后互相攻击。

## 开发
《鸵鸟骑士2》由威廉斯电子开发，约翰·纽康姆单人主设计师。游戏使用了改进的单声道音效和使用光栅图像的19寸彩色CRT显示器。和威廉斯的其他街机游戏类似，《鸵鸟骑士2》使用汇编语言编程。威廉斯的电子游戏开发部在电子游戏产业衰落后开始缩水。公司希望为使用垂直方向显示器的游戏出售当时流行的街机转换套件。管理层认为续作将提升套件的销情。公司决定在《Robotron: 2084》或《鸵鸟骑士》中发行续作，并最终选择了后者。随着首作发行后技术力量的发展，游戏较前作灵活性得到改善。因此纽康姆构思了新元素：增加新角色、改进声音和视觉效果，以及引入新机制。为了体现敌人的升级，工作人员增加了一个新的敌人，机器人骑士。开发商为游戏关卡加入了背景，其受到纽康姆最喜欢艺术家M·C·埃舍尔艺术作品的启发。工作人员加入了了一个转换按钮，可为玩家提供更多种类和平衡度的游戏。

## 评价与影响
威廉斯《鸵鸟骑士2》的出货约1,000套，是其前作出货量的1/26。Allgame的布雷特·艾伦·外斯和《Retro Gamer》的麦克·贝文认为低数字是1980年代中期产业低迷导致的。《鸵鸟骑士2》街机框体在收藏者中相当罕见。外斯将游戏和前作做了对比，消极的称《鸵鸟骑士》更流行且更好玩。然而他认为《鸵鸟骑士2》的图形更精细而有活力。再一次回顾中，纽康姆表示了对游戏设计的不满，其中特别是显示屏的方向。他谈到，游戏最好的工作方式是使用水平放置的显示器或多方向的卷轴。自其发行后，玩家在游戏中都争先获得最高分。垂向被证明是转化为家用的一种障碍。因而，游戏较《鸵鸟骑士》更少在家庭发行。1997年，游戏随《Arcade's Greatest Hits: The Midway Collection 2》合辑发行。《鸵鸟骑士2》还收录于2003年多平台合辑《Midway Arcade Treasures》中。2012年，《鸵鸟骑士2》收录于《Midway Arcade Origins》中。